# Thallarcha multifasciata
Thallarcha multifasciata är en fjärilsart som beskrevs av Holloway 1979. Thallarcha multifasciata ingår i släktet Thallarcha och familjen björnspinnare. Inga underarter finns listade i Catalogue of Life.